# Coacalco, Teteles de Avila Castillo
Coacalco är en ort i Mexiko.   Den ligger i kommunen Teteles de Avila Castillo och delstaten Puebla, i den sydöstra delen av landet, 180 km öster om huvudstaden Mexico City. Coacalco ligger 1 951 meter över havet och antalet invånare är 511.
Terrängen runt Coacalco är huvudsakligen kuperad, men norrut är den bergig. Terrängen runt Coacalco sluttar norrut. Runt Coacalco är det tätbefolkat, med 343 invånare per kvadratkilometer. Närmaste större samhälle är Teziutlan, 8,3 km sydost om Coacalco. Omgivningarna runt Coacalco är en mosaik av jordbruksmark och naturlig växtlighet.